# Шаповалов Геннадій Миколайович
Геннадій Миколайович Шаповалов (нар. 1978, Кіровоградська область) — український військовослужбовець, бригадний генерал Збройних сил України. Командувач Сухопутних військ Збройних сил України (з 2025).
Колишній командувач оперативного командування «Південь» (2024—2025), командувач ОУВ «Таврія» (2024—2025), командир 59-ї окремої мотопіхотної бригади.

## Життєпис
Геннадій Шаповалов народився в Кіровоградській області у 1978 році.
2000 року закінчив Інститут танкових військ Харківського державного політехнічного університету, 2012 — Командно-штабний інститут застосування військ (сил) Національного університету оборони України (обидва — з відзнаками), Національний університет «Острозька академія» за спеціальністю «Міжнародні відносини, громадські комунікації та регіональні студії» та Воєнний коледж армії США.
Пройшов усі щаблі військової служби від командира танкового взводу до командира 59-ї окремої мотопіхотної бригади імені Якова Гандзюка.
Станом на 2022 рік начальник Головного управління військового співробітництва Збройних сил України. 20 червня 2023 року увійшов до складу Комісії з питань координації євроатлантичної інтеграції України.
Станом на весну 2024 року — командувач ОУВ «Таврія».
16 квітня 2024 року призначений командувачем військ оперативного командування «Південь», звільнений 4 лютого 2025 року. Президент Володимир Зеленський заявив, що бригадний генерал Геннадій Шаповалов працюватиме з партнерами у Вісбадені де розташоване командування НАТО з надання допомоги та тренувань для України NSATU, його завдання — координація безпекової допомоги Україні.
19 червня 2025 року призначений Президентом України командувачем Сухопутних військ ЗСУ.

## Нагороди
- медаль «За військову службу Україні» (5 грудня 2017) — за особистий внесок у зміцнення обороноздатності Української держави, мужність і самовіддані дії, виявлені у захисті державного суверенітету та територіальної цілісності України, зразкове виконання військового обов'язку[12].

## Військові звання
- полковник[4]
- бригадний генерал (26 березня 2022)[4]